# 医学教育
医学教育是指与培养医生相关的教育及训练，包括所有执业医生必须完成的教育（如医学院、实习），以及成为执业医生之后的教育（如住院医师培训、专科医生培训）。
世界各地的医学教育体系有很大的不同。对医学教育的教学方法，学术界也多有研究。

## 基础医学教育
基础医学教育指的是医学院的大专教育。医学院既有本科教育，也有本科后的专门职业教育，在各个国家地区有所不同。医学院在欧洲、亚洲、南美洲和大洋洲的大部分地区为本科教育（undergraudate degree）。而在澳大利亚、菲律宾、美国、加拿大等地则主要为研究生教育（postgraduate degree）。有的地区则同时提供本科生入学和研究生入学的医学院教育（如澳大利亚、韩国）。
基础医学教育一般分为临床前教育和临床培训。前者包括基础科学，如解剖学、生理学、生物化学、药理学、病理学。后者包括临床医学的各个领域的教学，如内科、儿科、妇产科、精神病学、全科和外科。

## 毕业后教育
在完成入门培训后，获得正式注册之前，医学毕业生通常需要在医生监督下进行一定时间的医学实践，在许多国家被称为“实习”（internship）或“住院”（residency）。
医生取得执照后，可在某一医学领域进行进一步的培训。比如在美国，住院医师培训后完成的进一步专业培训，称为“专科医生培训”（fellowship）。在一些地区，医生在完成初级培训、取得执照后，立即开始专业培训，而其他地区则要求医生在开始专业培训前进行若干年的未分流普通培训。

## 继续医学教育
大多数国家要求在职医生在完成基础医学教育和毕业后医学教育之后，通过继续医学教育继续学习相关知识。

## 世界各地医学教育

### 中国大陆医学教育

#### 医学院
中国大陆的医学教育制度，主要分为医学院校教育、毕业后医学教育、继续医学教育三阶段。
至2019年，中国医学学制有3年制（无学位）、5年制（医学学士）、“5+3”一体化（临床医学硕士）和8年制（临床医学博士）等多种制度。其中，医学硕士、博士学位又分为科学学位和专业学位。
根据《中华人民共和国医师法》规定，以下人员可以参加执业医师资格考试：
1. 具有高等学校相关医学专业本科以上学历，在执业医师指导下，在医疗卫生机构中参加医学专业工作实践满一年；
2. 具有高等学校相关医学专业专科学历，取得执业助理医师执业证书后，在医疗卫生机构中执业满二年。

同时，《医师法》施行前以及在《医师法》施行后一定期限内取得中等专业学校相关医学专业学历的人员，可以参加医师资格考试。

#### 住院医师规范化培训
2015年开始，中国全面启动住院医师规范化培训工作，并要求2020年开始，所有新进医疗岗位的本科及以上学历临床医师全部经过住院医师规范化培训。

#### 专科医师培训
2015年卫生部等部门发布的《关于开展专科医师规范化培训制度试点的指导意见》，规定了“5+3+X”的专科医师规范化培训模式，即在5年医学本科教育之后，进行为期3年的住院医师规范化培训，然后再依据各专科培训标准与要求进行为期2~4年的专科医师规范化培训。2021 年颁布的《医师法》规定：国家建立健全专科医师规范化培训制度，不断提高临床医师专科诊疗水平。
截止2021年12月，中国大陆没有完善的专科医生培训制度，医生的专科知识主要通过向资深医生学习，并没有客观评核。
香港醫學專科學院於2019年在深圳成立「深港醫學專科培訓中心」，與香港大学深圳医院合作，受訓醫生、培訓師資、病例都來自港深醫院。培訓中心2021年9月开始招生，第一批学员數十名，是已完成住院培訓的内地医生，接受急症科、臨床腫瘤科、腎內科、綜合婦產科的專科培訓，培训时长统一为4年。根据醫專主席梁嘉傑说明，於該培訓中心畢業的內地醫生並不會直接獲得香港醫專的院士資格，而是會如同於海外的專科醫生一樣，交由各分科學院自行審視每宗個案。毕业生能否獲区域性（如深圳市、大湾区）或全国性認可，也尚未可知。

### 美国医学教育

#### 医学院
美国医学院学制为四年，为研究生学位，学生须已取得本科学位。医学院毕业生会取得 Medical Doctor (M.D.) 或 Doctor of Osteopathic Medicine (D.O.) 学位，一般翻译为医学博士。美国医学院前两年为基础学习，M.D. 学位结束时需参加美国医师执照考试（USMLE）的第一阶段考试（step 1），后两年为临床教学，毕业前进行第二阶段考试（step 2）。选择D.O. 学位，则需经过Comprehensive Osteopathic Medical Licensing Examination (COMLEX-USA)。

#### 住院医师培训
医学院毕业后，几乎所有美国医学毕业生都会接受住院医师培训（residency），一般历时 3 到 9 年。医学院学生通过前两阶段考试后，便可申请住院医师培训，由医院面试决定是否给予职位。根据专业不同，住院医师培训申请过程可能竞争相当激烈。开始住院医师培训后，还需通过执照考试的第三阶段。
普外住院医师培训流程历时5年，而胸外科则为8年。以普外住院医师为例:
- 第一年为实习医师（intern），进行临床培训，由总住院医师领导，管理住院患者，在病房、手术室、门诊工作。
- 第一年住院医师结束，通过Step 3 美国医师执照考试，获得住院医生许可（Residency Permit），此时尚不能独立处理患者，在多数的州，还需要经过2年-3年的训练才可以获得普通许可（Regular License）。
- 二年级住院医师开始到重症加强护理病房（ICU）及一些专科病房进行轮转。
- 三年级住院医师要主刀中等以上手术，并开始做急诊会诊工作。
- 四年级住院医师开始做住院总医师（chief resident）工作。
- 第五年做普外科住院总医师，包括排值班、排手术、查房、主刀较大的外科手术，任何手术只要住院总医师想做均可参加，另外还要管理低年住院医师、负责自己的患者、选择病例作教学材料、查房、负责死亡病例和并发症的讨论等工作。
- 普外科住院医师培训计划要在5年内将一个医学院校毕业生培养成为能够独立工作的普外科医师，使其可以基本胜任普外科的临床工作，能够独立完成普外科的常规手术。

美国医生执照由各州颁发，要求不一，但均要求由有资质的医学院毕业并经历住院医师培训（residency）。

#### 专科及亚专科
医生也可以选择通过专科医生考试，取得该专科的认证。专科认证并非必须，但可能对医生就业有帮助。专业医生考试及审核由“医务认证协会”（medical certifying board） 负责，为非营利组织，主要协会包括 American Board of Medical Specialties (ABMS)，American Osteopathic Association (AOA)，及 American Board of Physician Specialties (ABPS)。
部分住院医生会进一步参加亚专科医生培训（fellowship），并经过1年到4年的培训后才可参加该亚专科医生资格考试。美国的专科有20余种，亚专科更是有几十到上百不等。

### 香港医学教育
香港的大学医学教育实行六年制，由香港大学李嘉诚医学院和香港中文大学医学院开设，医学课程由政府统一制定，毕业的学生获得内外全科医学学士(MBBS、MBChB）学位，并取得有条件注册（provisional registration）。
医学院毕业后，由香港医管局统一安排在公立医院的内科、外科及两门其它专科开展一年的实习（internship）。完成实习后，即可成为注册医生。注册医生可以到公立医院工作，自己开设诊所或加入私人诊所。
成为注册医生后，若要成为专科医生，还要接受由香港医学专科学院组织的培训。学院下设15个分科学院和60多个专科。专科医师的培训分基础和高等专科训练两个阶段，每个阶段2-4年。培训实行导师制。培训必须在经学院批准的培训機構内进行。医管局所属的公立医疗机构是主要的培训機構。
受训的医生正常经过6-7年（举例而言，麻醉科为6年）临床培训及考试合格后，可获提名到香港医学专科学院以取得其院士资格。香港医学专科学院的院士可到香港医务委员会申请注册成为专科医生（specialist）。获得专科医生资格也是晋升副顾问医生和顾问医生职务的必备条件。